# Grammy Awards 1968
La 10ª edizione dei Grammy Awards si è svolta il 29 febbraio 1968.

## Vincitori e candidati

### Categorie principali

#### Registrazione dell'anno
- Up, Up and Away - The 5th Dimension; Marc Gordon & Johnny Rivers (produttori)
- By The Time I Get To Phoenix - Glen Campbell; Al De Lory (produttore)
- My Cup Runneth Over - Ed Ames; Joe Reisman & Jim Foglesong (produttori)
- Ode to Billie Joe - Bobbie Gentry; Kelly Gordon & Bobby Paris (produttori)
- Somethin' Stupid - Nancy Sinatra e Frank Sinatra; Jimmy Bowen & Lee Hazlewood (produttori)

#### Canzone dell'anno
- Up, Up and Away, scritta da Jimmy Webb, cantata dei The 5th Dimension
- By The Time I Get To Phoenix, scritta da Jimmy Webb, cantata da Glen Campbell
- My Cup Runneth Over, scritta da Tom Jones e Harvey Schmidt, cantata da Ed Ames
- Ode to Billie Joe, scritta e cantata da Bobbie Gentry
- Gentle on My Mind, scritta da John Hartford, cantata da Glen Campbell

#### Album dell'anno
- Sgt. Pepper's Lonely Hearts Club Band - The Beatles; George Martin (produttore)[2]
- Francis Albert Sinatra & Antonio Carlos Jobim - Frank Sinatra ed Antônio Carlos Jobim; Sonny Burke (produttore)
- It Must Be Him - Vikki Carr; Tommy Oliver e Dave Pell (produttori)
- My Cup Runneth Over - Ed Ames; Jim Foglesong (produttore)
- Ode to Billie Joe - Bobbie Gentry; Kelly Gordon & Bobby Paris (produttori)

#### Miglior artista esordiente
- Bobbie Gentry
- Lana Cantrell
- The 5th Dimension
- Harpers Bizarre
- Jefferson Airplane

### Pop

#### Miglior interpretazione contemporanea vocale femminile
- Bobbie Gentry - Ode to Billie Joe
- Vikki Carr - It Must Be Him
- Petula Clark - Don't Sleep in the Subway
- Aretha Franklin - Respect
- Dionne Warwick - Alfie

#### Miglior interpretazione contemporanea vocale maschile
- Glen Campbell - By the Time I Get to Phoenix
- Frankie Valli - Can't Take My Eyes Off You
- Frank Sinatra - Francis Albert Sinatra & Antonio Carlos Jobim
- Ed Ames - My Cup Runneth Over
- Ray Charles - Yesterday

#### Miglior interpretazione contemporanea vocale di un gruppo/duo
- The 5th Dimension - Up, Up and Away
- The Association - Windy
- The Beatles - Sgt. Pepper's Lonely Hearts Club Band
- The Box Tops - The Letter
- The Monkees - I'm a Believer
- Procol Harum - A Whiter Shade of Pale

#### Miglior interpretazione strumentale
- Chet Atkins - Chet Atkins Picks the Best
- Herb Alpert & the Tijuana Brass - Casino Royale
- Cannonball Adderley Quintet - Mercy, Mercy, Mercy
- Lalo Schifrin - Mission: Impossible theme
- Bob Crewe Generation - Music to Watch Girls By

### R&B

#### Miglior canzone R&B
- Respect - Aretha Franklin

### Per l'infanzia

#### Miglior album per bambini
- You're a Mean One, Mr. Grinch - Albert Hague, Dr. Seuss, Boris Karloff